# Berzo San Fermo
Pour les articles homonymes, voir Berzo.
Berzo San Fermo est une commune italienne de la province de Bergame, dans la région Lombardie.

## Administration
| Période                                  | Période | Identité | Étiquette | Qualité |
| ---------------------------------------- | ------- | -------- | --------- | ------- |
|                                          |         |          |           |         |
| Les données manquantes sont à compléter. |         |          |           |         |

### Communes limitrophes
Adrara San Martino, Borgo di Terzo, Entratico, Foresto Sparso, Grone, Vigano San Martino.